# Casalbordino
Casalbordino (Lù Cuasàlë in abruzzese), è un comune italiano di 5 647 abitanti della provincia di Chieti in Abruzzo, ed è sede dell'unione dei comuni dei Miracoli.

## Geografia fisica
Si trova a circa 6 km dalla costa adriatica, su un colle delimitato dai fiumi Osento e Sinello.
Il Lido di Casalbordino, attrezzata e frequentata località balneare con ampia spiaggia sabbiosa, dista 7,5 km dal capoluogo comunale e si estende lungo la suggestiva Costa dei Trabocchi, a brevissima distanza dalla spettacolare costa rocciosa della Riserva Naturale Marina di Punta d'Erce (o Punta Aderci), chiamata in zona "la piccola Normandia".

## Origini del nome
Il nome si vuole risalga ad un condottiero di quel periodo, Roberto Bordinus, che capitanava la guarnigione a difesa del monastero.
Casal, ossia casale, piccolo territorio di abitazioni che stava a guardia del monastero, sviluppatosi da un'antica torre, successivamente divenne il centro fortificato, feudo dei D'Avalos.

## Storia

### Preistoria ed epoca romana
Tracce di insediamenti di periodo frentano (a partire dall'XI secolo a. C.) e romano si trovano lungo una serie di tratturi e tratturelli. L'area era, infatti, zona di collegamento tra l'Apulia, la Via Tiburtina Valeria ed il Tratturo Adriatico. L'area archeologica di Santini mostra importanza economica e sacrale dal II secolo a.C. per i pastori transumanti e per i villaggi nei pressi. L'attività in loco rimane fino al V-VI secolo, fino alle invasioni delle truppe bizantine di Bellisario prima, e degli Ungari e saraceni poi.

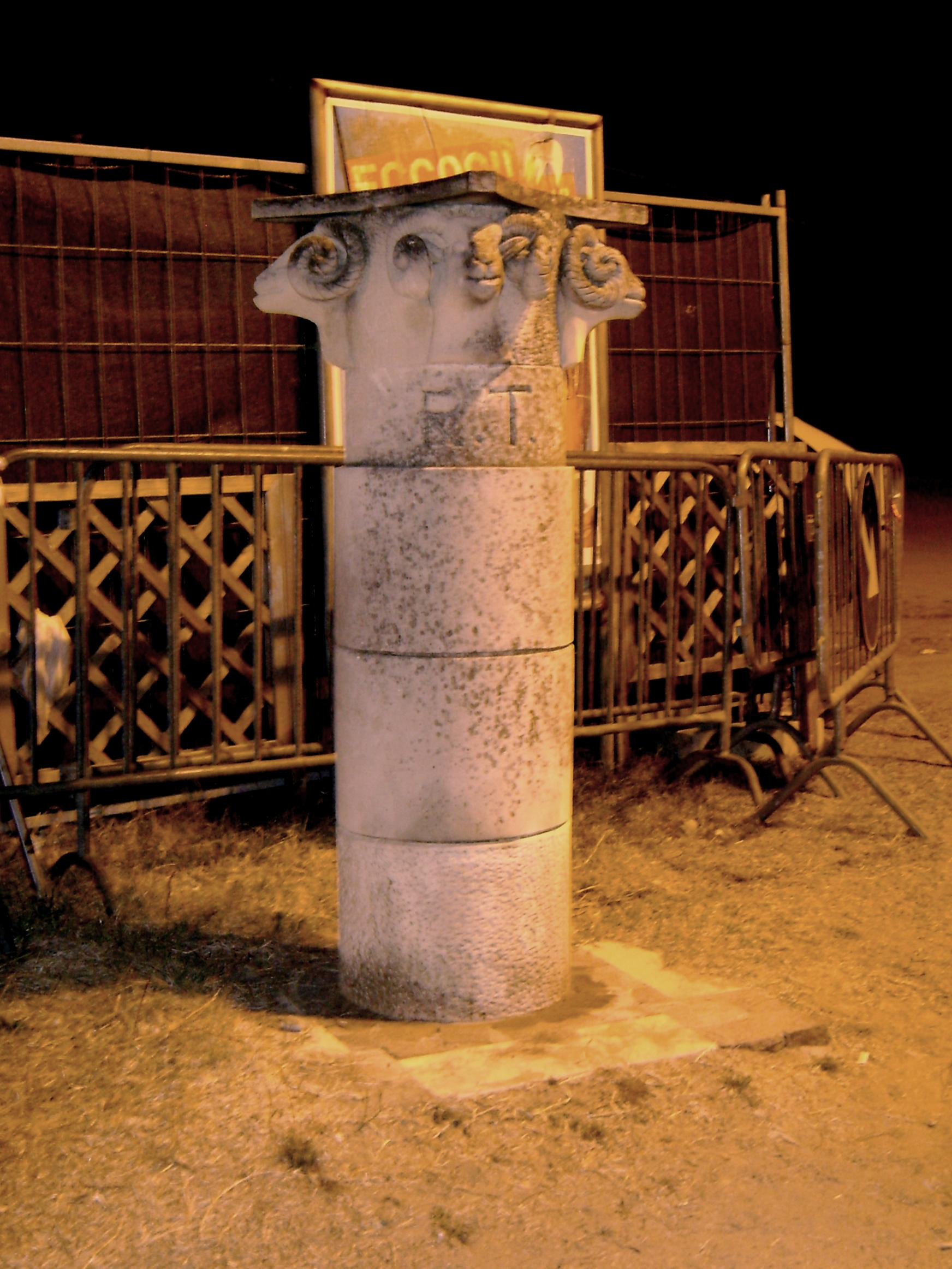
Colonna romana del tratturo di Casalbordino

### Dal Medioevo ad oggi
In località Santini nel 971 il marchese Trasmondo costruisce un monastero in cui vi si insedia l'Abate Giovanni: si tratta dall'Abbazia di Santo Stefano in Rivomaris, atta a controllare il territorio marittimo assieme all'Abbazia di San Giovanni in Venere e alla Badia di San Vito a San Salvo. L'importanza e il prestigio del monastero sono offerti dalla stessa Cronica di Santo Stefano, redatta nel XII secolo.
Tra il 1300 ed il 1400 in alcuni centri limitrofi vi furono alcune ondate di peste, ma non a Casalbordino protetto dalla sua posizione dominante sul tratturo.

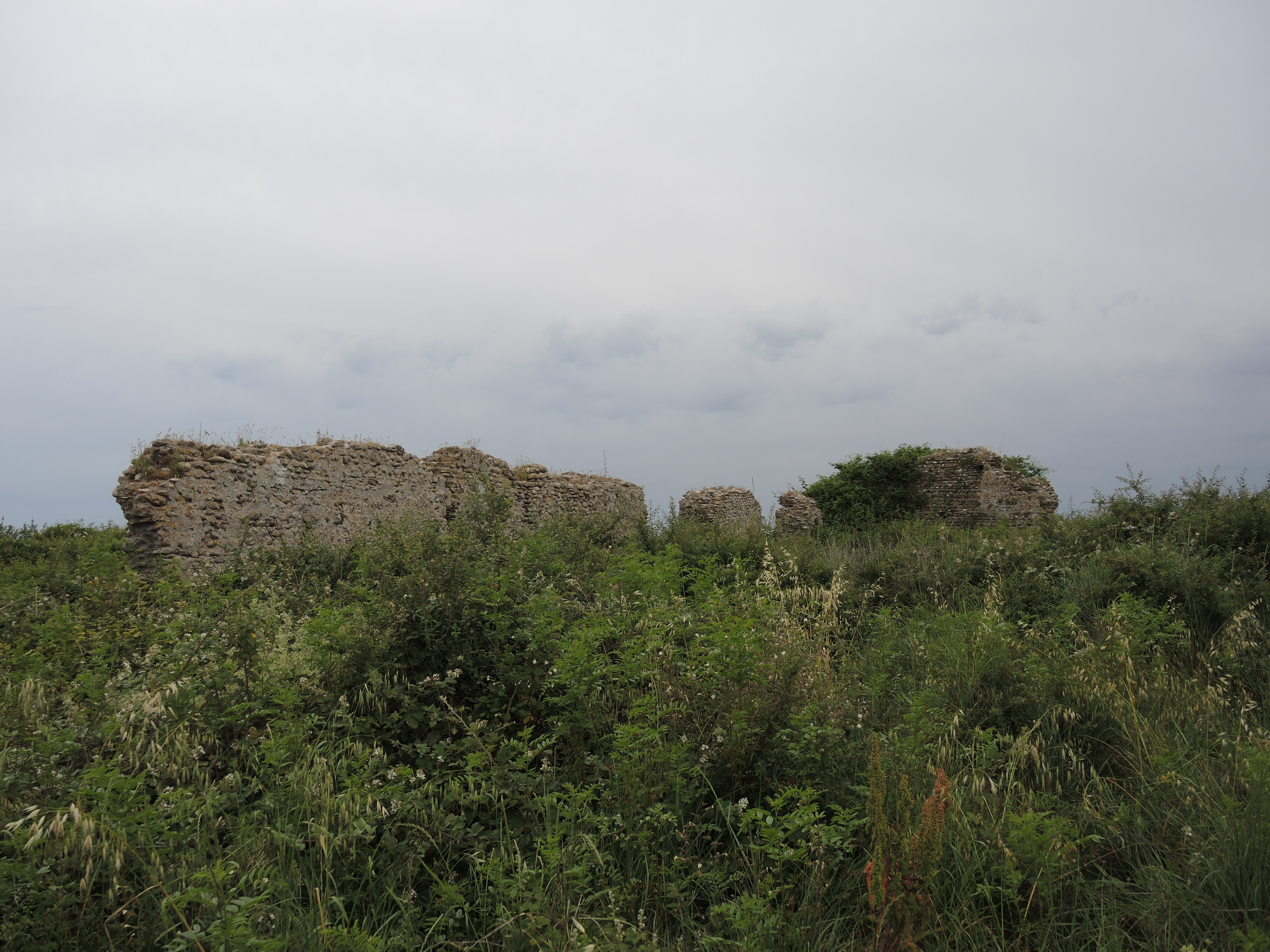
Ruderi del monastero di Santo Stefano

Nel XV secolo fu feudo dei D'Avalos il cui tracollo trascinò il paese in un declino fino all'abbandono. Così il borgo passò al dominio della famiglia Di Capua, e l'antico assetto medievale fu smembrato per la costruzione di residenze gentilizie e civili. Nel 1576 si verificò nella zona dell'odierno Santuario il miracolo dell'apparizione della Madonna a un contadino, dopo una grandinata. Sempre in questi anni le coste di Casalbordino sono saccheggiate da attacchi degli Ottomani, che distruggono il monastero di Santo Stefano, che subirà una decadenza sino a scomparire quasi del tutto.
Nell'Ottocento vi fu un'espansione del centro medievale. Nel 1889 il santuario è visitato da Gabriele D'Annunzio, che rimarrà colpito dalla fedeltà morbosa dei pellegrini abruzzesi, immortalando la scena nel romanzo Il trionfo della morte.
Nei primi anni della seconda guerra mondiale, tra il 1940 e 1943, Casalbordino fu uno dei comuni dell'Abruzzo ad essere designato dalle autorità fasciste come luogo di internamento civile per profughi ebrei stranieri presenti in Italia. Dopo l'8 settembre 1943, nonostante la presenza di truppe tedesche nella zona, gli 8 ex-internati riuscirono a sfuggire alla cattura, fino a raggiungere le località già liberate dell'Italia meridionale.
I dintorni di Casalbordino furono colpiti nel 23-24 novembre 1943 da un massiccio bombardamento alleato contro i tedeschi, mentre avanzava l'VIII Armata britannica del generale Montgomery. Casalbordino rimase illesa, ma rimase danneggiato il santuario dei Miracoli, che una decina di anni dopo venne completamente ricostruito.
Tra il 1957 e il 1962 il Santuario dei Miracoli fu notevolmente ampliato per le esigenze dei fedeli, tornando ad essere un punto di riferimento centrale per la religiosità della comunità, e per i frequenti pellegrinaggi abruzzesi e non. Destinata anche a divenire un centro a vocazione turistica, dall'inizio degli anni '60 presso la costa è sorto il villaggio di Casalbordino Lido, mentre spiagge libere, caratterizzate dai trabocchi, si trovano in località Santo Stefano, al confine con Le Morge di Torino di Sangro, e a sud col comune di Vasto.

### Simboli
Lo stemma e il gonfalone del comune di Casalbordino sono stati concessi con decreto del presidente della Repubblica del 2 agosto 1982.

## Monumenti e luoghi d'interesse

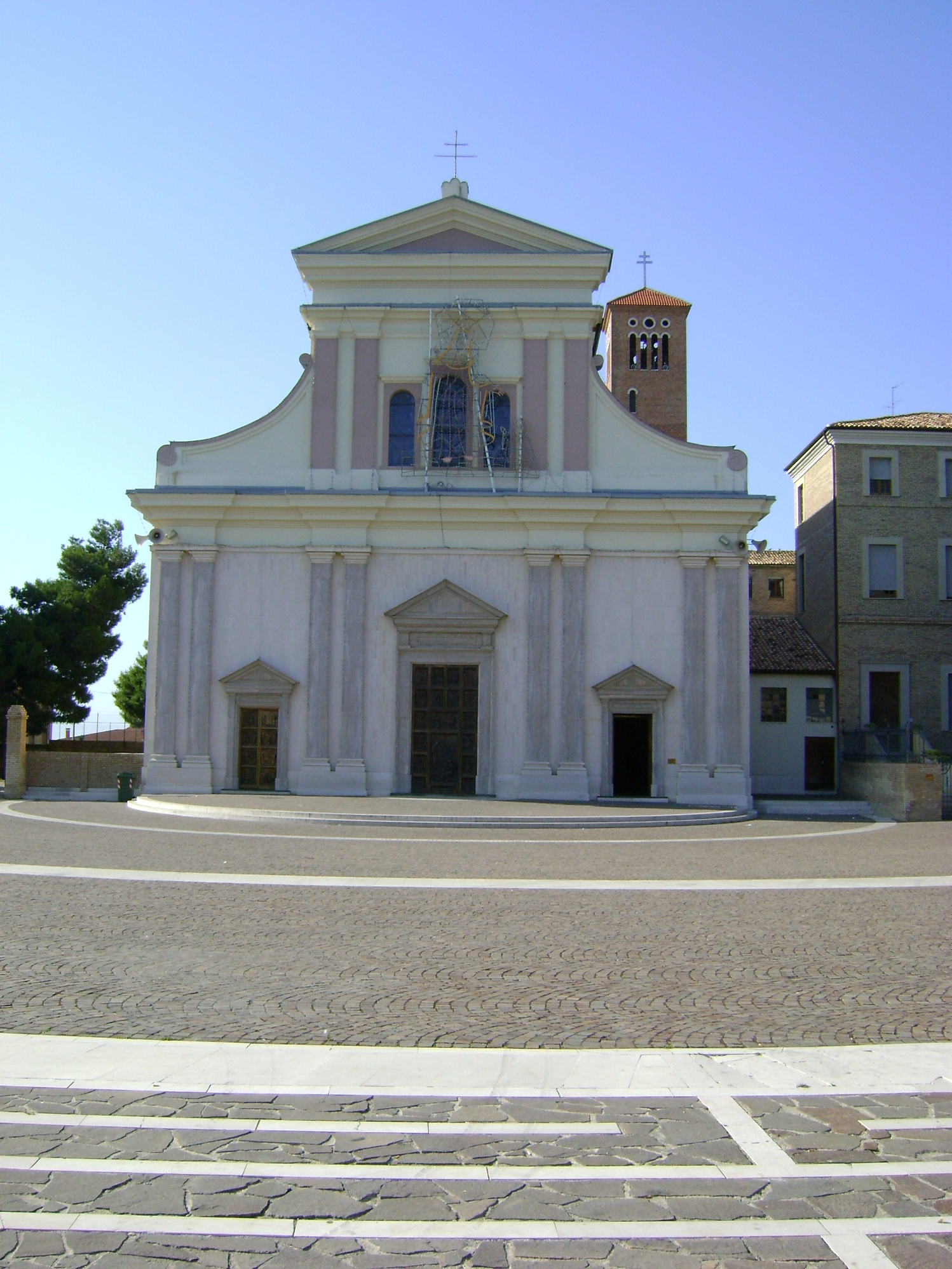
Il santuario della Madonna dei Miracoli

- Il Borgo Fortificato sito nel centro storico. Esso originalmente era circondato da mura, in parte visibili attraverso le case attaccate l'una all'altra, che compongono, nella parte più antica, un cerchio irregolare, delimitato da via Roma, Piazza Umberto I, via Orientale, via Porta Nuova e via del Forte. Presso via Porta Nuova si trova ancora un torrione cilindrico annesso alle case, mentre in posizione decentrata, a nord si affaccia sulla piazza la chiesa parrocchiale del SS. Salvatore, con la torre campanaria di Antonino Liberi.
- Il Santuario della Madonna dei Miracoli, importante santuario benedettino, situato a nord-est di Casalbordino nella periferia, meta di pellegrinaggi, sin dal periodo dell'apparizione mariana al contadino Alessandro Muzii nell'anno 1576, quando ci fu una terribile tempesta che distrusse i raccolti, eccettuato quello del villico, che pregò la Madonna. Il santuario fu costruito sopra la prima cappella nel 1824, tuttavia venendo danneggiato dalla seconda guerra mondiale, quando era stato già edificato il monastero dei Benedettini, venne rifatto daccapo negli anni '50, terminato nel 1962, avente uno stile neo rinascimentale. Il santuario storico fu immortalato da Gabriele D'Annunzio nel romanzo Il trionfo della morte, il quale riepiloga le vicende dell'apparizione mariana del 1576, e poi descrive il pellegrinaggio dei viandanti e dei miserabili, nel chiedere le grazie alla Madonna, sotto lo sguardo dei protagonisti della vicenda Giorgio Aurispa e Ippolita Sanzio.
- La Chiesa Parrocchiale del Santissimo Salvatore, principale chiesa del centro cittadino, il cui primo impianto risale ai XIV secolo. Presenta lineamenti neoclassici, anche se l'interno conserva l'aspetto tardo barocco.
- La torre civica, terminata nel 1901, il cui completamento fu affidato all'ingegnere Antonino Liberi di Pescara, cognato di Gabriele D'Annunzio, è il campanile della chiesa parrocchiale. È alta 45 metri.
- Ruderi dell'abbazia di Santo Stefano in Rivomaris. si trovano in località Santo Stefano, sopra il promontorio che guarda sul mare. L'abbazia sorse nel VI secolo circa, divenuta sede ufficiale dei Benedettini nell'VIII secolo quanto venne ampliata, e aveva il controllo su gran parte del territorio compreso tra i fiumi Trigno e Sinello. Il potere si andò affievolendo nel XIV secolo, nel 1566 con l'attacco turco dell'ammiraglio Pashà, l'abbazia venne bruciata, e fu il colpo di grazie perché cadesse in degrado. Oggi sono visibili solo alcuni muri perimetrali, che permettono di leggere l'originale impianto longitudinale a tre navate, abside semicircolare, mentre si conserva molto bene il pavimento a mosaico.

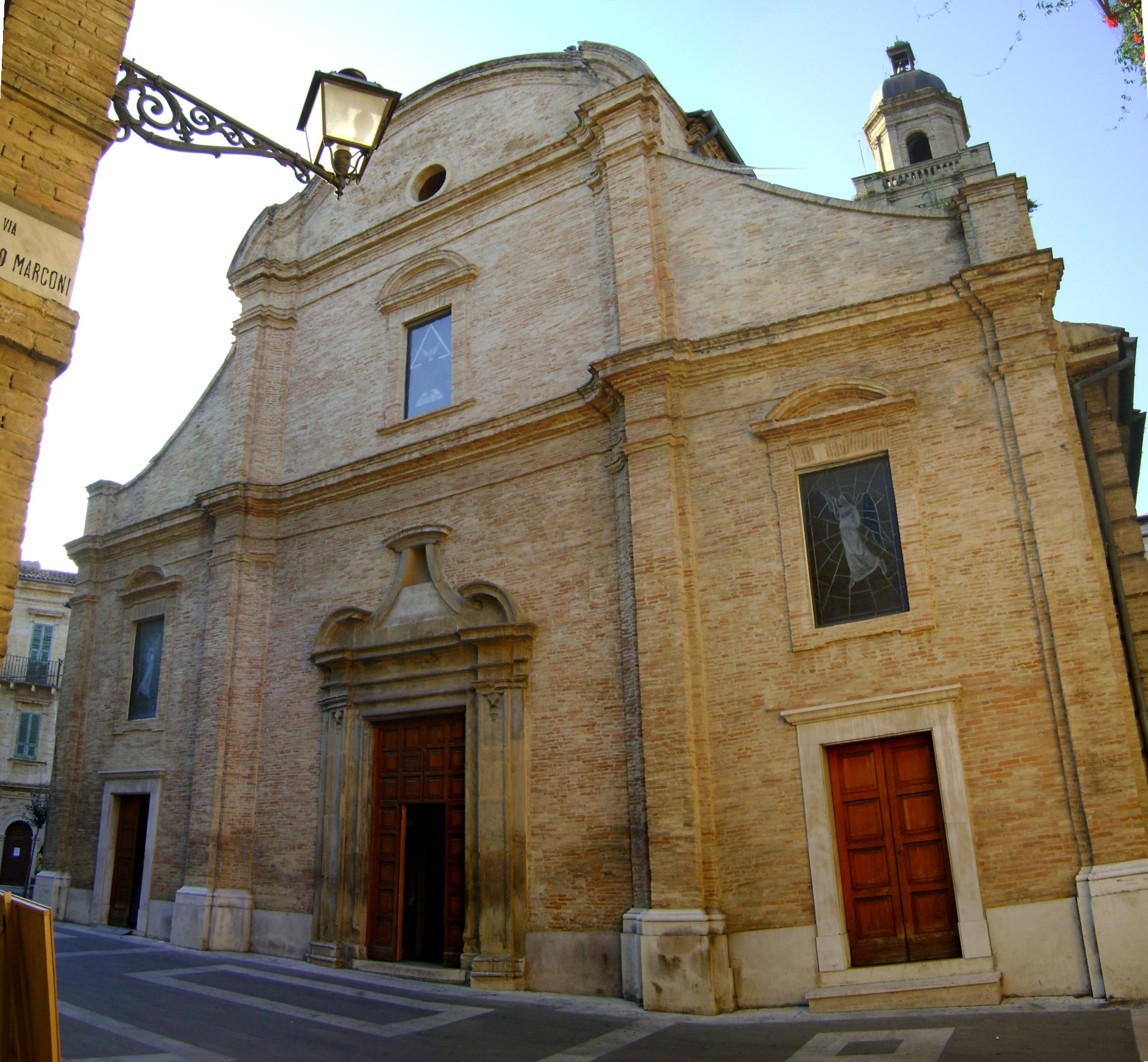
Chiesa Parrocchiale

- Chiesetta di Sant'Antonio Abate: si trova sulla via omonima, è una cappella risalente alla metà dell'Ottocento, caratterizzata dall'uso del laterizio a vista, da un ampio portico ad arcate a tutto sesto, e dalla semplice facciata con il cornicione superiore, su cui spicca in posizione centrale il campanile a vela. L'interno non è rettangolare, è molto schiacciato, e compone un quadrato, a navata unica.
- Chiesa di Santa Maria Assunta: è la parrocchia di Casalbordino Lido, eretta negli anni '60, è caratterizzata da un impianto molto classico, rettangolare con abside semicircolare, e facciata divisa da cornice marcapiano, portale architravato, e timpano triangolare sovrastato da una torretta campanaria centrale. L'esterno è in cemento armato, il perimetro della cerniera tra pareti laterali, abside, facciata, con la copertura a volta, è caratterizzato da un ordine zigzagante, dove sono poste le aperture ricavate dagli spazi triangolari. L'interno è moderno, a navata unica.
- Palazzi storici: sono Palazzo De Januario eretto sopra l'abitazione della famiglia d'Avalos, Palazzo Valori e Palazzo Magnarapa in Piazza Garibaldi. Risalgono tutti al Settecento, o anche al tardo Ottocento, frutto di varie ristrutturazioni di case preesistenti, caratterizzati dall'uso del laterizio a vista e dello stile tardo barocco.

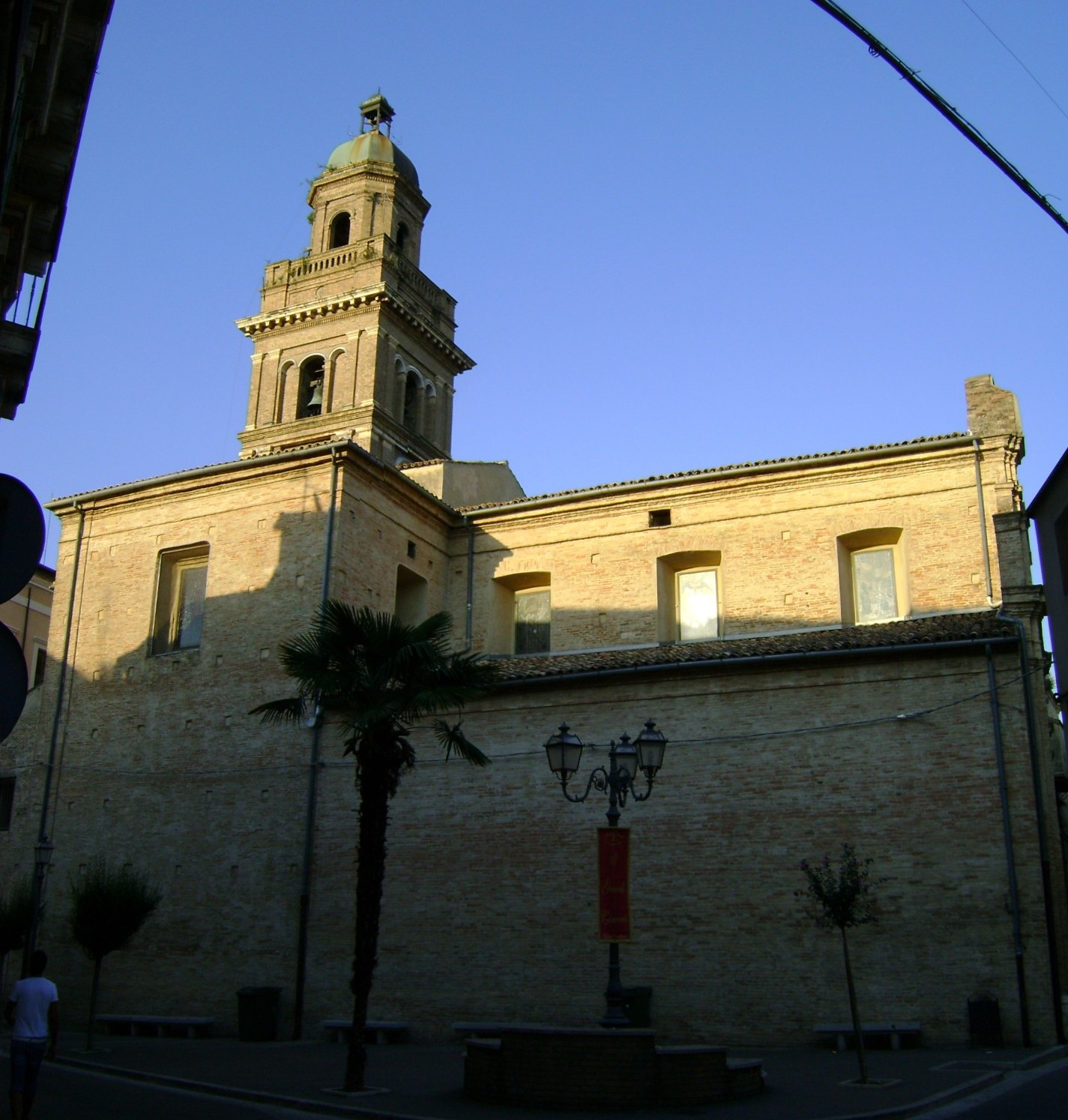
La chiesa di San Salvatore

- Esistono tracce di insediamenti romani e di una abbazia benedettina dell'IX secolo «ad rivum maris». I resti dell'abbazia di Santo Stefano in Rivomaris paleocristiana, con annesso cimitero, e del monastero medievale si trovano su una collina, ai cui piedi sono venuti alla luce ruderi di un edificio di epoca romana ritenuto una "statio" (quasi una stazione di servizio dell'antichità), posta lungo una via romana ripercorsa in seguito parzialmente dal tratturo Aquila-Foggia. Databile tra la metà del V ed il VI secolo è il primo impianto della chiesa, importante testimonianza delle origini del Cristianesimo nella regione; l'edificio venne poi ristrutturato in epoca ancora altomedievale. dal X secolo è attestata la presenza di monaci benedettini; l'abbazia, unita nel 1257 a quella cistercense di Santa Maria d'Arabona, venne abitata dai monaci fino al 1380. saccheggiata e profanata nel secondo decennio del XV secolo, durante la guerra tra i partigiani della regina Giovanna II e i suoi rivali, venne di nuovo saccheggiata e poi incendiata, nel 1566, dall'armata turca. La collina di Santo Stefano rimane senza dubbio il miglior punto di osservazione della costa.
- La Fonte Vecchia. risale al XVI secolo con ampliamenti (nel 1562 secondo V. Furlani, nel 1642 secondo una lapide sita in loco) realizzati da Battista Lucatelli. Altre ristrutturazioni risultano nel 1892 e nel 1989. La fontana è sita nel luogo ov'erano gli orti storici di Casalbordino, zona ricca di sorgenti ed ove venivano fatte le soste per gli armenti lungo il tratturo Lanciano-Cupello e lungo il tratturo L'Aquila-Foggia. Presso quest'area vi sono delle vestigia, forse della chiesa di Sant'Antonio. Il fronte principale è rettangolare e realizzata in laterizio con cornice a due lesene. Il rifornimento idrico è garantito da sette cannelle di cui sette poste in pietra liscia, due poste su pietra a motivi fitomorfi ed una, la centrale, con motivi antropomorfi. Le vasche, la cornice inferiore ed il lavatorio sono in pietra. La zona retrostante è a volta in mattoni.[10]
- Gli scavi archeologici di località Santini.
- Vari sentieri e tratturi, come il Tratturo Magno L'Aquila-Foggia, o quello del Sinello.

## Cultura
A Casalbordino sono presenti due poli culturali: un auditorium presso il corso Garibaldi, e la biblioteca dei Padri Benedettini nel monastero del santuario della Madonna dei Miracoli.

### Casalbordino nella letteratura

Ritratto di Gabriele D'Annunzio

Il paese di Casalbordino è presente nella parte finale del romanzo di Gabriele D'Annunzio: Il trionfo della morte del 1894, ultimo della "trilogia della Rosa", inizia col Piacere (1889). Particolare rilevanza della città nelle pagine del libro appartiene alla basilica della Madonna dei Miracoli, dove il protagonista Giorgio Aurispa, un nobile romano di origini di Guardiagrele (alter ego del poeta), si reca assieme alla sua fidanzata Ippolita Sanzio. Il tema del romanzo riguarda la morte, un destino orrifico e autodistruttivo che aleggia sul protagonista sin dall'inizio delle vicende, malgrado egli tenti di superare questo stato d'animo opprimente scoprendo la filosofia superomista di Nietzsche, leggendo lo Zarathustra presso il cosiddetto "eremo dannunziano". Giorgio rimane particolarmente affascinato e sconvolto dalla manifestazione fanatica di devozione del popolo abruzzese di Casalbordino nei confronti di Santa Maria, descrivendo in tutte le forme orribili e sconcertanti le preghiere della gente ammalata, che chiede la grazia a Dio.
La descrizione appassionata, e anche piuttosto caricata di questo spettacolo miserveole della popolazione moribonda e ammalata che chiede soccorso alla Vergine, proviene da un'esperienza del 1889 dello stesso D'Annunzio, che soggiornò in Abruzzo per attendere alla stesura del suo primo romanzo, e poi del Trionfo, allora abbozzato col titolo "L'Invincibile". Già l'amico compositore Francesco Paolo Tosti intorno al 1875 aveva assistito all'esperienza mistica del pellegrinaggio a Casalbordino, tuttavia D'Annunzio dovette rimanere parecchio affascinato, come testimonia in alcune lettere all'amante Barbara Leoni, che trascorse l'estate dell'anno con il poeta presso il casale dell'eremo dannunziano, presso San Vito Chietino, dove è ambientata anche larga parte del romanzo. Più o meno, la descrizione squisitamente verista, ma anche esagerata dal punto di vista patetico in queste lettere, corrisponde a quella rielaborata nelle pagine del romanzo, in cui il protagonista Giorgio comprende l'irrevocabilità del suo destino, poiché il messaggero della morte e della distruzione è proprio al suo fianco, Ippolita, che rimane deliziata e ammirata, nel vero senso del sentimento del "sublime" provato davanti alla vista dello spettacolo miserevole dei malati che si trascinano caproni, nella chiesa, verso l'altare dell'effigie.

## Società

### Evoluzione demografica
Abitanti censiti

### Etnie e minoranze straniere
Al 31 dicembre 2023 la popolazione straniera era di 296 abitanti, pari al 5,07% della popolazione.

### Tradizioni

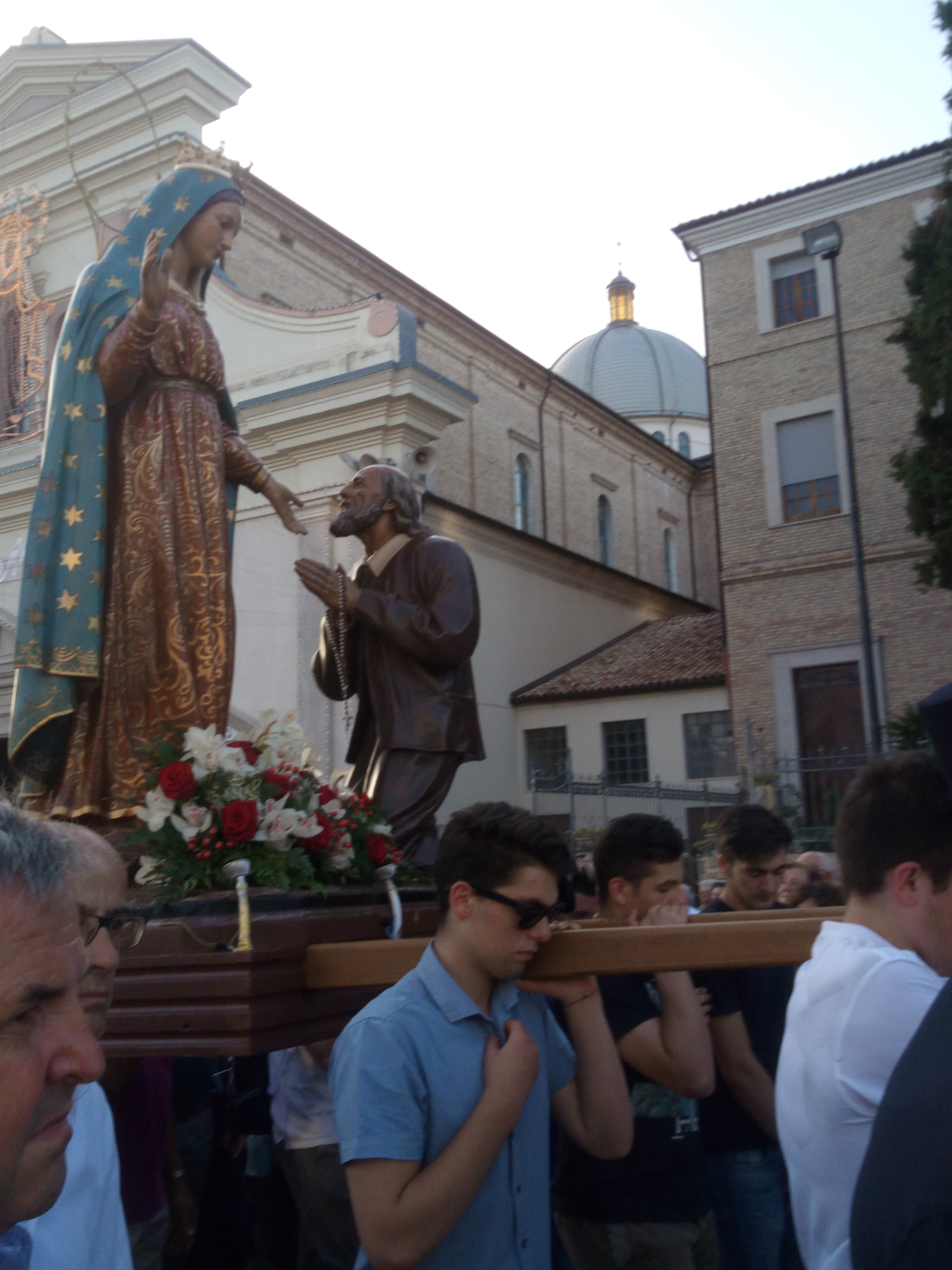
Festa della Madonna dei Miracoli, anno 2018

Casalbordino è particolarmente legata all'apparizione della cosiddetta "Madonna dei Miracoli" avvenuta nel 1576 davanti al contadino Alessandro Muzii, che pregò la Vergine durante una tempesta di grandine per non vedere il proprio raccolto distrutto. Il pellegrinaggio e la devozione ben presto superò il confine casalese, e si estese in tutto l'Abruzzo, tanto che all'epoca di D'Annunzio, l'affluenza aveva raggiunto considerevoli proporzioni, durante i giorni del 10 e dell'11 giugno. La tradizione dei miracoli e delle grazie concesse dalla Madonna ai malati, agli infermi e ai disgraziati, è ben documentata, e ancora oggi continuerebbe, stando a testimonianze di grazie ottenute dalla Madonna.
La festa attuale si svolge i giorni del 10 e dell'11 giorni: il primo giorno la statua della Madonna viene portata in trionfo dal santuario al paese di Casalbordino, dopo le sante messe, l'adorazione dell'icona votiva presso il capo altare, e la recitazione del Rosario, con benedizione della statua finale. Il secondo giorno si svolge il programma civile, che prevede fiere, mercatini e il gran concerto finale.

## Economia

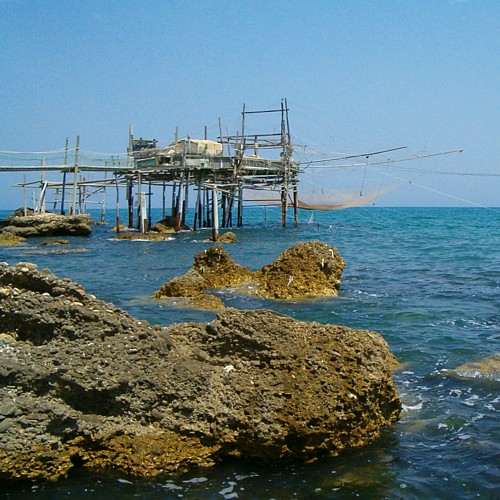
Un trabocco sulla costa di Casalbordino

L'economia del luogo è prevalentemente agricola (olivi e vigneti), ma fin dall'Ottocento ha rivestito una notevole importanza il turismo sacro per la presenza del santuario dei Miracoli, e, negli ultimi decenni, anche il turismo balneare grazie alla presenza, nel territorio comunale, di spiagge di arena fina (Lido di Casalbordino) e alla vicinanza della Riserva naturale guidata Punta Aderci. Nel territorio comunale costiero, si conservano le cosiddette "dure" di Casalbordino, luogo naturale protetto dove nidifica la specie del fratino, caratteristica è anche la spiaggia di località Santo Stefano, a confine col il fiume Osento. La località Casalbordino Lido-Termini invece è un piccolo villaggio dotato anche di chiesa, per gli stabilimenti balneari. All'altezza di località Termini si trova la riserva naturale Bosco Collerusci.
Presso Casalbordino è attiva anche una cantina sociale: Cantina Casal Bordino "dei Miracoli".

## Infrastrutture e trasporti
- Strada statale 16 Adriatica: uscita all'altezza di località Termini, o dell'ingresso al casello "Vasto Nord" dell'A14 Bologna-Taranto.
- Strada provinciale 216: attraversa il paese, passando anche per località Miracoli, andando a confluire nella SS16.
- Autostrada A14 Adriatica: uscita al casello "Casalbordino-Vasto Nord", sito nel comune
- Ferrovia Adriatica: la Stazione di Casalbordino-Pollutri è situata in località Termini, nella parte marina del paese, e collega Casalbordino a nord con Ortona e Pescara e a sud con Vasto e Termoli.

## Amministrazione
| Periodo          | Periodo        | Primo cittadino    | Partito                                                            | Carica                  | Note          |
| ---------------- | -------------- | ------------------ | ------------------------------------------------------------------ | ----------------------- | ------------- |
| 21 novembre 1993 | 26 maggio 2002 | Giovanni Tiberio   | Lista civica (1993-1997) Lista civica di Centro-destra (1997-2002) | Sindaco                 | [ 13 ] [ 14 ] |
| 27 maggio 2002   | 27 maggio 2007 | Maria Celano       | Lista civica di Centro-destra                                      | Sindaco                 | [ 15 ]        |
| 28 maggio 2007   | 5 luglio 2010  | Remo Bello         | Lista civica                                                       | Sindaco                 | [ 16 ]        |
| 6 luglio 2010    | 15 maggio 2011 | Giovanni Incurvati |                                                                    | Commissario Prefettizio | [ 17 ]        |
| 16 maggio 2011   | 4 giugno 2016  | Remo Bello         | Lista civica Guardiamo avanti                                      | Sindaco                 | [ 18 ]        |
| 5 giugno 2016    | in carica      | Filippo Marinucci  | Lista civica di Centro-destra Per Casalbordino                     | Sindaco                 |               |

## Sport
Casalbordino è il paese di Antonio Tartaglia Campione Olimpico di Bob a 2 a Nagano 1998.
La principale squadra di calcio della città è il Casalbordino che milita nel campionato di Eccellenza abruzzese e disputa le gare casalinghe allo Stadio comunale Nicola Galante.
La massima categoria disputata nel calcio è stata l'Eccellenza con l'APD CASALBORDINO per 2 stagioni dal 2020 al 2022 con la presidenza del dott. Santoro.
Nel tennistavolo Casalbordino ha militato nel massimo campionato di serie A con la squadra denominata Amici del PingPong nelle stagioni 2008-09 e 2011-12 con il forte campione cinese LiWeimin a fare da chioccia ad un gruppo di forti ragazzi locali Spagnoli, Santoro, De Tullio, Campagnari.